# Windows on the World

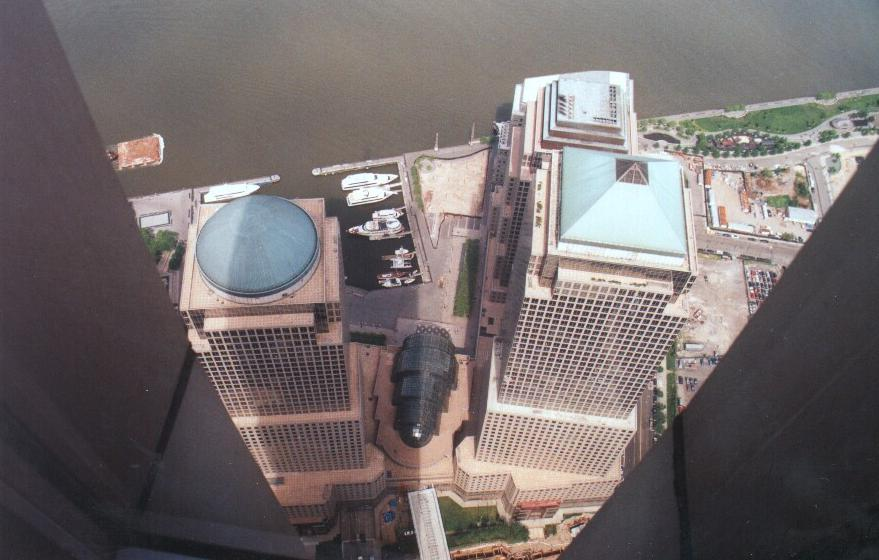
Vista del antiguo World Financial Center desde el comedor del restaurante.

Windows on the World fue un complejo de locales de 4600 m² situado en los pisos 106 y 107 de la Torre Norte del World Trade Center, en Nueva York, Estados Unidos, que incluía un restaurante de lujo, otro algo más pequeño, un bar y habitaciones para funciones privadas. Desarrollado por el restaurador Joe Baum y diseñado inicialmente por Warren Platner, el restaurante estuvo en funcionamiento desde el 19 de abril de 1976 hasta 2001, cuando fue destruido en los atentados del 11 de septiembre.

## Funcionamiento
El comedor principal tenía vistas al norte y al este, permitiendo a los clientes tener una vista excepcional del horizonte de Manhattan. El código de vestimenta requerido era chaqueta para los hombres y se hacía cumplir estrictamente; un hombre que tuviera una reserva pero que no llevaba chaqueta, no podía acceder al restaurante de lujo y debía permanecer en el bar.
El comedor más pequeño, algo más íntimo, se encontraba en la zona sur del restaurante. La barra del bar se extendía desde la zona sur de la torre norte hasta una pequeña esquina de la zona este. El código de vestimenta del bar era menos estricto y tenía precios medios. Mirando hacia fuera de la barra a través de los grandes ventanales, disponía de privilegiadas vistas hacia el sur de Manhattan, donde se unían el Río Hudson y el Río Este. Además se podía ver la Estatua de la Libertad con la Isla Ellis y Staten Island con el puente de Verrazano-Narrows. Las cocinas y los espacios públicos del restaurante se encontraban en la planta 106.
El restaurante cerró después del atentado del World trade Center de 1993, en el cual uno de los empleados, Wilfredo Mercado, murió. Fue sometido a una renovación de 25 millones de dólares y reabrió en 1996. En el año 2000, su último año completo de funcionamiento, registró unos ingresos de 37 millones de dólares, convirtiéndose en el restaurante más próspero de los Estados Unidos.
El chef ejecutivo era Philippe Feret del restaurante Brasserie Julien, siendo su último chef Michael Lomonaco.

## Atentados del 11 de septiembre de 2001
El restaurante fue destruido cuando la Torre Norte colapsó durante los Atentados del 11 de septiembre de 2001. En el momento del atentado, el restaurante se encontraba ocupado por los clientes y empleados habituales y acogía una conferencia de tecnología de la empresa británica Risk Waters Group llamada Waters Financial Technology Congress donde la mayoría de sus invitados provenían del Reino Unido y que se estaba llevando a cabo en la planta 106. Todas las personas presentes allí murieron ese día, cuando el vuelo 11 de American Airlines se estrelló contra la Torre Norte entre las plantas 93 a 99 a las 8:46 de la mañana. El golpe del avión destruyó todas las vías de escape por encima del punto de impacto. Todas las víctimas atrapadas en el restaurante (incluyendo los asistentes a esa conferencia) murieron por inhalación de humo, otros por saltar al vacío y el resto murieron al derrumbarse la Torre Norte.
En el momento de los atentados, había 72 empleados presentes en el restaurante, incluyendo la directora interina, Christine Anne Olender, cuya desesperada llamada a la autoridad portuaria es la última comunicación realizada desde el restaurante. 16 empleados de Incisive Media-Risk Waters Group y otros 76 contratistas estaban presentes en ese momento y también murieron. Después de las 9:40 de la mañana no se realizaron más llamadas de socorro desde el restaurante. Las últimas personas en abandonar el restaurante antes de que el vuelo 11 chocara contra la torre norte fueron Michael Nestor, Liz Thompson, Geoffrey Wharton y Richard Tierney, quienes abandonaron el restaurante a las 8:44 de la mañana.
El arrendador del World Trade Center en ese momento, Larry Silverstein, tenía regularmente reuniones de desayuno en el restaurante con clientes e inquilinos de la torre norte, como parte de su reciente adquisición de las Torres Gemelas, y tenía previsto estar en el restaurante la mañana de los atentados. Sin embargo, se vio obligado a ir a una cita con el dermatólogo por insistencia de su esposa, por lo tanto, evitó una muerte casi segura.

## Después del 11-S
Se creó un fondo de ayuda para los familiares de las víctimas del restaurante. El chef ejecutivo Michael Lomonaco y el propietario-operador David Emil estaban entre los fundadores de ese fondo.
Se cree que el hombre representado en la fotografía de The Falling Man era un empleado del restaurante llamado Jonathan Briley.
El 30 de marzo de 2005, la novela Windows of the World  salió a la venta. La novela narra la historia de dos hermanos de 7 y 9 años, que están en el restaurante con su padre Carthew Yorsten. La novela comienza a las 8:29 de la mañana (justo antes de que el avión se estrelle contra la torre norte) y habla de lo que sucede en cada minuto siguiente, terminando a las 10:30 de la mañana, dos minutos después del derrumbe de la torre norte, al final de la historieta los dos niños y su padre murieron, cuando la Torre Norte se derrumbó tras el impacto del vuelo 11 de American Airlines
Publicada en 2012, la novela El restaurante del fin del mundo ofrece una recreación ficticia de la vida del personal y los clientes del restaurante el 11 de septiembre de 2001.
El 4 de enero de 2006, los empleados del restaurante que sobrevivieron, inauguraron un restaurante co-operativo llamado Colors en homenaje a sus compañeros que murieron durante el ataque. El menú pretende reflejar la diversidad de los miembros del antiguo equipo.
Se planeó reabrir un nuevo Windows on the World en el nuevo edificio One World Trade Center, sin embargo, el 7 de marzo de 2011 el proyecto fue cancelado debido al amplio coste que suponía.